# Бобрицька волость (Роменський повіт)
Бобрицька волость — адміністративно-територіальна одиниця Роменського повіту Полтавської губернії з центром у селі Бобрик.
Станом на 1885 рік складалася з 52 поселень, 42 сільських громад. Населення — 12121 осіб (5994 чоловічої статі та 6127 — жіночої), 1960 дворових господарства.
|                     | Площа, десятин | У тому числі орної, дес. |
| ------------------- | -------------- | ------------------------ |
| Сільських громад    | 8970           | 7325                     |
| Приватної власності | 11230          | 8528                     |
| Іншої власності     | 165            | 160                      |
| Загалом             | 20372          | 16013                    |

Основні поселення волості:
- Бобрик — колишнє державне та власницьке село при річці Сула за 9 верст від повітового міста, 2000 осіб, 349 дворів, православна церква, школа, 5 постоялих будинків, 3 лавки, 26 вітряних млинів, 3 маслобійних заводи, 3 ярмарки на рік: 1 березня, 20 травня та 5 жовтня. За 5 верст — винокурний завод. За 9 верст — пивоварний завод.
- Артополот (Суденків) — колишнє державне та власницьке село при річці Ромні, 590 осіб, 78 дворів, постоялий будинок, 7 вітряних млинів, 2 маслобійних заводи.
- Біловод — колишнє державне село при річці Сула, 1250 осіб, 246 дворів, православна церква, школа, 2 постоялих будинки, 2 кузні, 19 вітряних млинів, 3 маслобійних заводів.
- Москалівка — колишнє державне та власницьке село при річці Сула, 576 осіб, 107 дворів, православна церква, постоялий будинок, кузня, 2 вітряних млинів.
- Перекопівка — колишнє державне село при річці Сула, 3400 осіб, 578 дворів, православна церква, школа, 5 постоялий будинків, 2 кузні, 69 вітряних млинів, 6 маслобійних заводів, 3 ярмарки на рік: вербний, 12 липня та 28 жовтня.

Старшинами волості були:
- 1900—1904 роках — відставний солдат Аверьян Федотович Півень[2],[3];
- 1906—1907 роках — козак Даміан Лукич Паліотний[4],[5];
- 1913—1916 роках — Георгій Олексійович Галенко[6],[7],[8].